# Nachtwächter

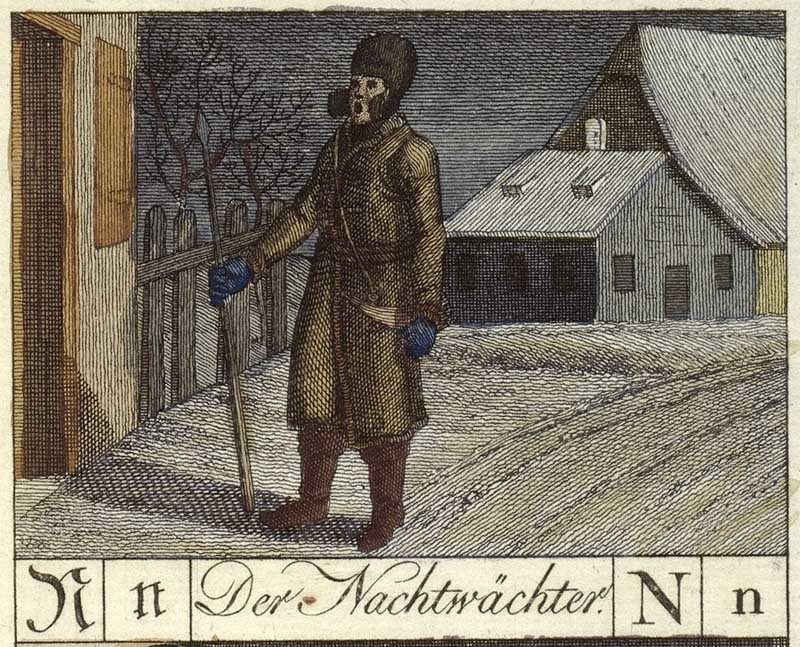
Nachtwächter, Kupferstich 1799

Nachtwächter ist ein Beruf, der mit dem Bestehen der ersten größeren Städte im Mittelalter aufkam. Der Nachtwächter sorgte nachts für Sicherheit und Ordnung und sagte teilweise die Zeit an. Heute ist die Berufsbezeichnung zum Teil noch im Objektschutz üblich, weiterhin bieten Gästeführer historische Nachtwächter-Rundgänge an. 

## Berufsbild

### Historische Entwicklung

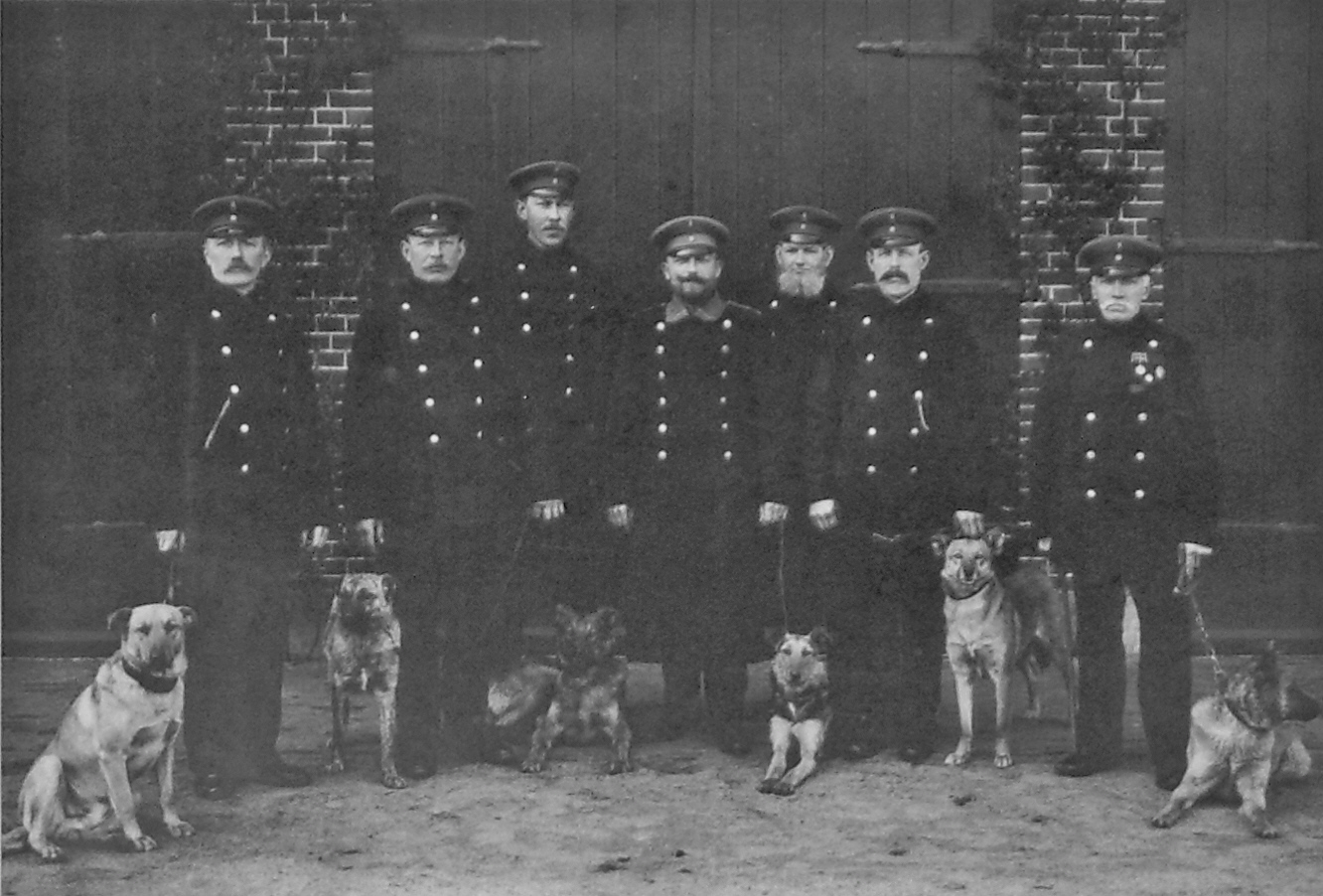
Nachtwächter einer Kleinstadt um 1905

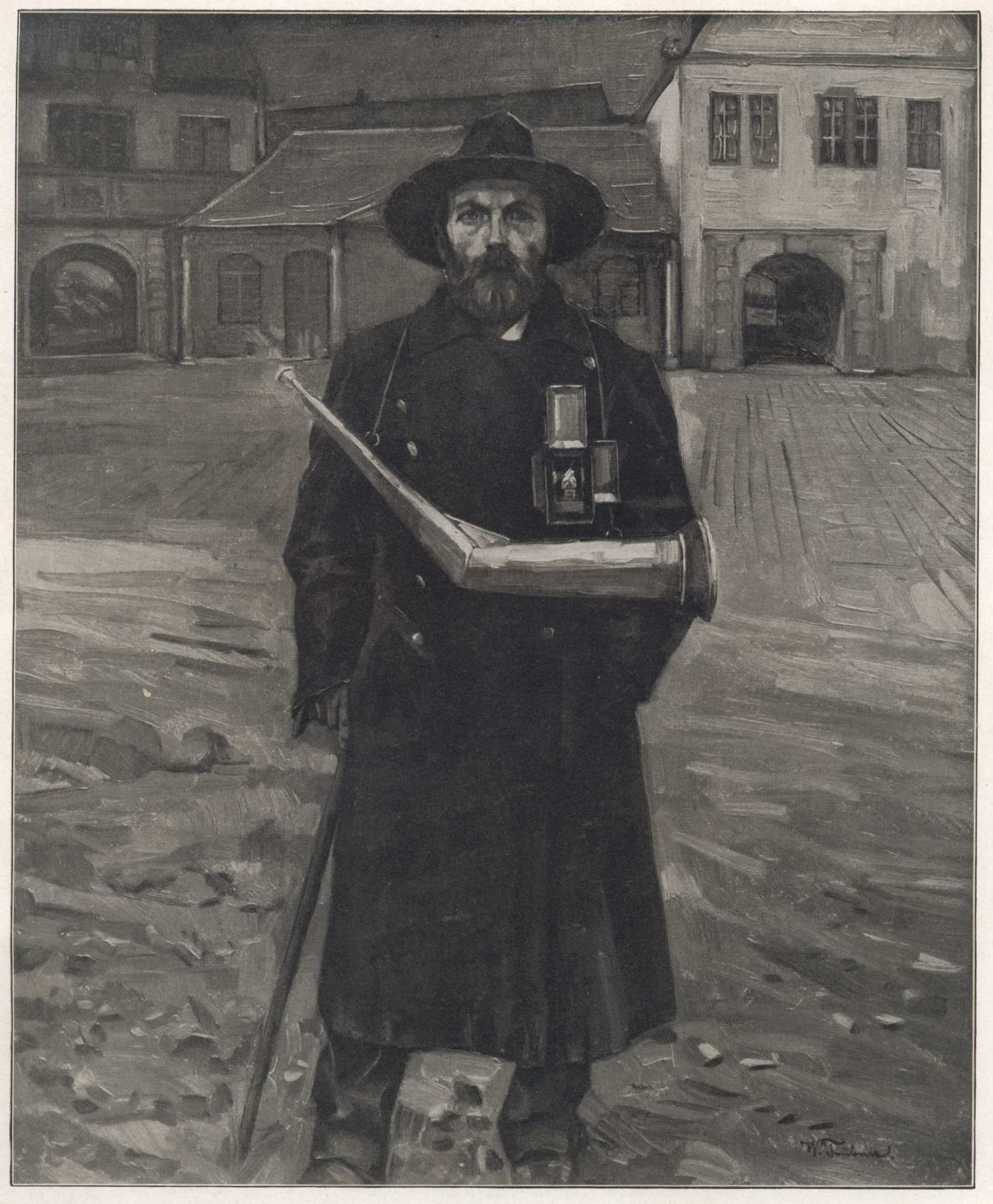
Nachtwächter aus Erbach im Odenwald, Gemälde von Wilhelm Trübner, 1901. Mit Uniformmantel, Gehstock, Signalhorn, schließbarer Laterne, breitkrempigem Hut.

Die Aufgabe des Nachtwächters war es, nachts durch die Straßen und Gassen der Stadt zu gehen und für Ruhe und Ordnung zu sorgen. Er warnte die schlafenden Bürger vor Feuern, Feinden und Dieben. Er überwachte das ordnungsgemäße Verschließen der Haustüren und Stadttore. Häufig gehörte es auch zu den Aufgaben des Nachtwächters, die Stunden anzusagen – weniger als Auskunft als mehr zur Anzeige, dass er seinem Dienst ordnungsgemäß nachging. Diese Ansage konnte auch in der Form eines Nachtwächterliedes geschehen, vgl. Hört, ihr Herrn, und lasst euch sagen.  Der Nachtwächter hatte das Recht, verdächtige Personen, die nachts unterwegs waren, anzuhalten, zu befragen und notfalls festzunehmen.
Er hatte, damit ein Brand nicht unbemerkt bleibt, gemäß Anordnungen des 18. Jahrhunderts zur Brandverhütung im Kurfürstentum Trier und in weiteren Kurfürstentümern des Heiligen Römischen Reiches „mit einem Blashorn Lärmen zu machen“ an die Türen und Fenster zu klopfen und „wo eine Thurm- oder Sturmglocke vorhanden ist, dieselbe läuten zu lassen“.
Wo in Universitätsstädten betrunkene oder rauflustige Studenten häufig die Nachtruhe störten, ergänzte oder ersetzte meist eine aus bewaffneten Bürgern gebildete Scharwache den Nachtwächter in seinen Aufgaben.
Zur typischen Ausrüstung eines Nachtwächters gehörten eine Hellebarde oder eine ähnliche Stangenwaffe, eine Laterne und ein Horn. Der Nachtwächter gehörte, obwohl er eine wichtige Tätigkeit in der Stadt ausführte, wie zum Beispiel der Abdecker oder der Henker, meist zu den unehrlichen Berufen und lebte daher in sehr bescheidenen Verhältnissen. Von dieser Regel gibt es verschiedene Ausnahmen. Im bayerischen Friedberg wurden beispielsweise die Nachtwächter reihum von den Zunftburschen gestellt. In Speyer wurde vom Stadtrat ein wohldotierter „Nachtrath“ mit Stadtratsvollmachten eingesetzt, der des Lesens und Schreibens mächtig war und zuvor einen Feldwebelrang erreicht haben musste. In Mainz hielten Militärangehörige die Nachtwache, wofür der Walpode zuständig war.
Zu Beginn des 19. Jahrhunderts änderte sich die Aufgabe des Nachtwächters insofern, als es zunehmend auch „stumme“ Nachtwächter gab, was durch die Erfindung der watchman’s noctuaries sowie labourer’s regulators des Engländers Samuel Day (1803) möglich wurde. Dies sind mechanische Uhren, in die der Nachtwächter zu bestimmten Stunden in ein bis dahin verdecktes Loch einen Zettel zum Beleg seines regelmäßigen Rundganges stecken musste. Am Morgen kontrollierte ein Polizeioffizier, ob alle Löcher gefüllt waren.
In seinem im Jahr 1843 erschienenen Feuilleton Berlins sittliche Verwahrlosung schreibt Karl Gutzkow:

„Den Diebstahl erleichtert in Berlin der Mangel an Aufsicht und die Einrichtung der Häuser. Die Zahl der Nachtwächter ist viel zu klein. Diese ‚Schnurren‘ sind alte ausgediente Militärs oder sonstige Exspektanten, die aus Verzweiflung einen Dienst ergreifen, den sie fast nur pro forma versehen. Die Nachtwächter in Berlin sind oft hinfällige Greise. Mit einem spärlichen Gehalt versehen, sind sie auf die Sporteln ihres Dienstes angewiesen. […] Der Berliner Nachtwächter hat ein Bund von hundert Hausschlüsseln am Leib hängen und schließt jedem auf, der des Abends nach zehn Uhr in das erste beste Haus einzutreten wünscht. Die Trinkgelder sind seine Revenuen. Man sieht, daß es die Diebe an keinem Ort der Welt so bequem haben, als in Berlin.
Das Revier des Nachtwächters ist zu geräumig. Er hat mehr Straßen unter sich, als er beaufsichtigen kann. Mit seinen Trinkgeldern beschäftigt, kümmert ihn das Straßenleben sehr wenig. Er horcht nur, daß man ihn ruft, um in ein Haus eingelassen zu werden. […] Die Rundgänge durch die Straßen werden ohne Aufmerksamkeit abgemacht. […] Macht er seinen Rundgang, so kündigt ihn seine Pfeife schon an und die Diebe haben Zeit, sich während seines Vorübergehens zu zerstreuen.
Berlin muß die Zahl der Wächter verdreifachen und sie unter eine militärische Disziplin stellen wie Hamburg. Die Hamburger Wächter sind eine wirkliche Schutzwache gegen die Feinde der Ordnung und des Eigentums.“

Mit der flächendeckenden Einführung von Straßenbeleuchtungen und neuen Polizeigesetzen um die Wende zum 20. Jahrhundert ging gleichzeitig die Abschaffung der meisten Nachtwächter einher. In der Türkei hingegen wurden die Nachtwächter als sogenannte Bekciler erst im Jahr 1914 etabliert.
Außer in der Türkei sind Nachtwächter der Gegenwart zumeist in privaten Sicherheitsdiensten angestellt und für den nächtlichen Objektschutz etwa von Museen oder Industrieanlagen tätig.
Im weiteren Sinne nehmen heutzutage auch Zwischennutzungswohnverhältnisse Nachtwächteraufgaben wahr, nach dem Grundsatz „Bewachung durch Bewohnung“.

### Traditionspflege

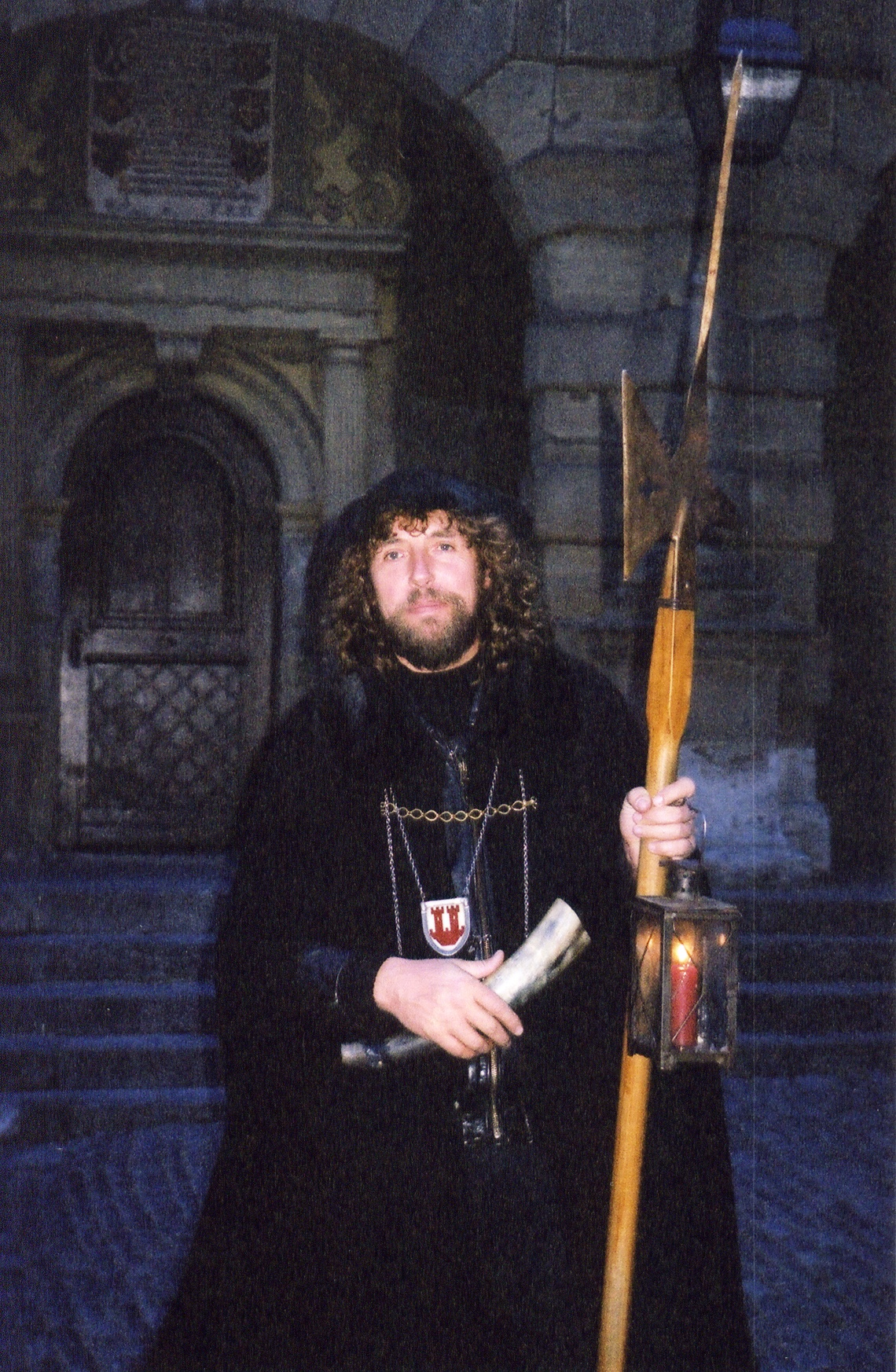
Als Nachtwächter verkleideter Schauspieler in Rothenburg ob der Tauber

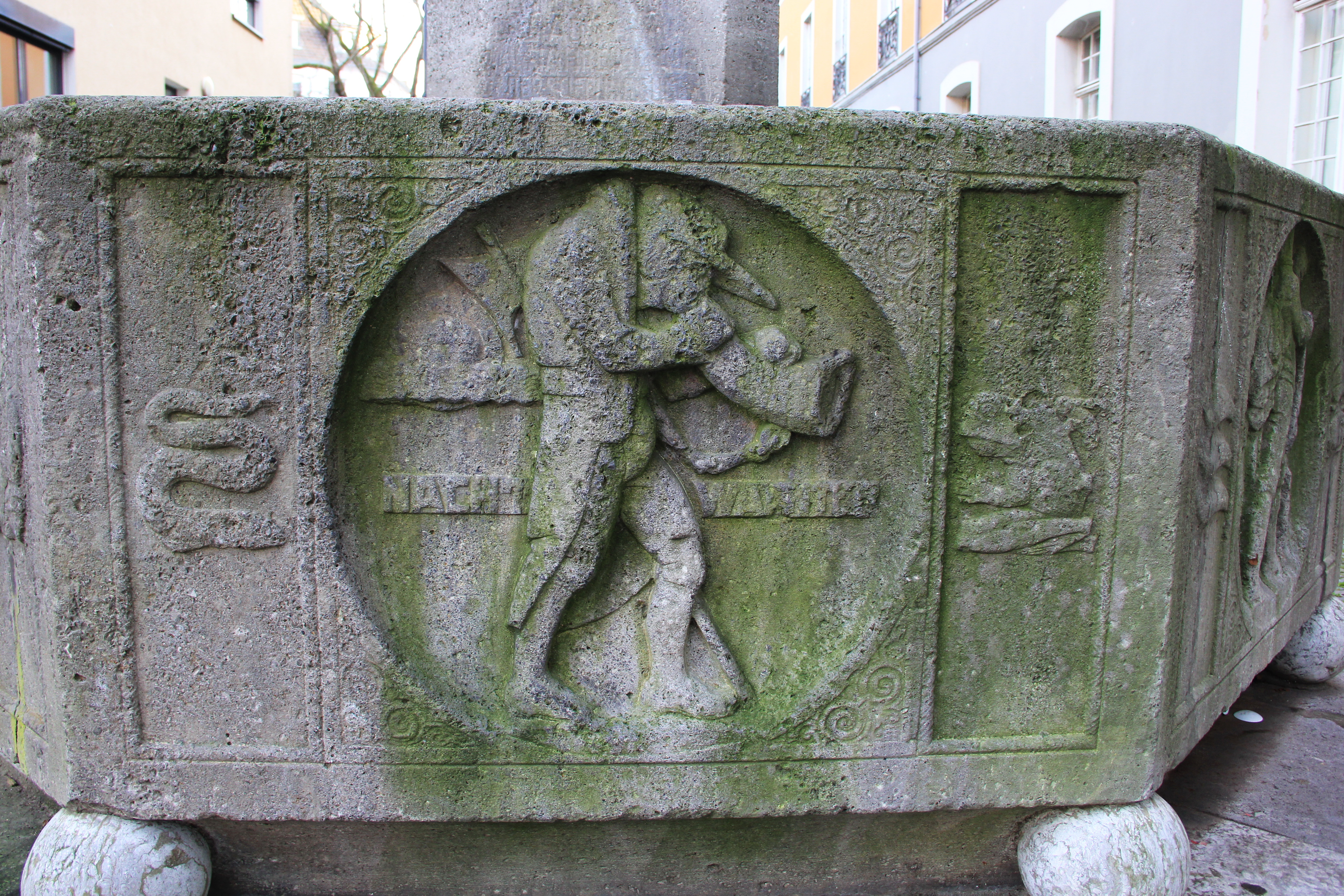
Nachtwächter auf dem Studentenbrunnen in Bonn

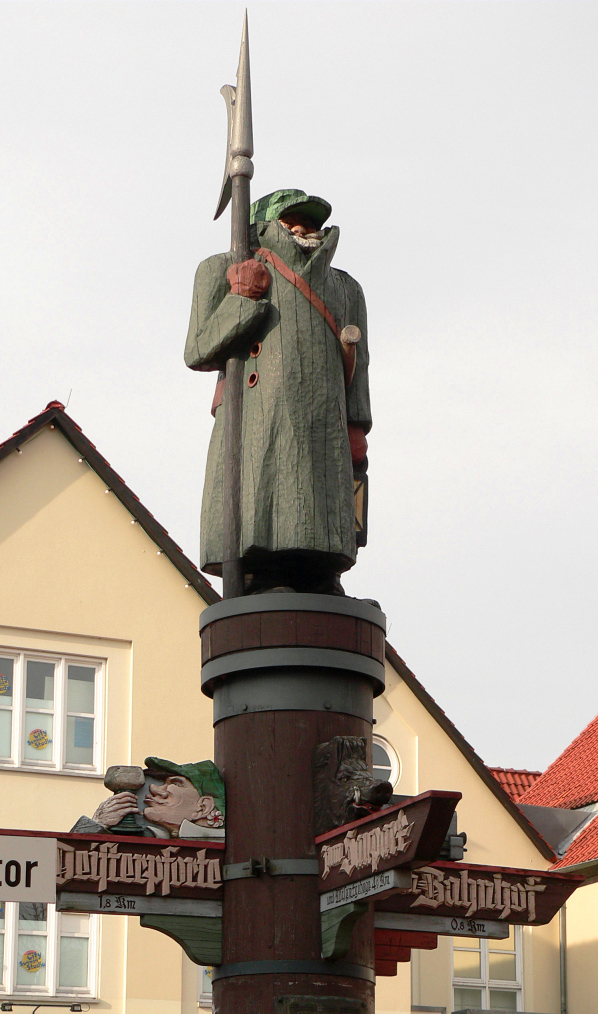
Nachtwächterfigur als Wegweiser in Springe

In einigen Städten sind Stadtführer als „Nachtwächter“ unterwegs und berichten auf unterhaltsame Weise aus der Stadthistorie und über die tägliche Arbeit des Nachtwächters. Nachtwächterdenkmäler befinden sich in Rinteln, Zwönitz, Laufenburg, Dresden und Hildesheim, Nachtwächterbrunnen in Stuttgart und Hannover. In Bonn ist der Nachtwächter auf dem Studentenbrunnen vor der Universität abgebildet.
Zur Traditions- und Brauchtumspflege wurde im Jahr 1987 im dänischen Ort Ebeltoft die Europäische Nachtwächter- und Türmerzunft gegründet. Ihr gehören 157 Nachtwächter und Türmer aus Tschechien, Polen, der Schweiz, Österreich, Frankreich, den Niederlanden, Großbritannien, Dänemark, Norwegen und Deutschland an.
Am 27. März 2004 schlossen sich in Bad Münder am Deister Nachtwächter aus ganz Deutschland zu einer Gilde zusammen. Der Vereinsname lautet „Deutsche Gilde der Nachtwächter, Türmer und Figuren e. V.“ Der Gilde gehören über 200 Gewandete in Deutschland, Österreich, Frankreich und den Niederlanden an. Seit 2016 befindet sich der Hauptsitz der Gilde in Rees. Die Vereinigungen erhalten und verbreiten das Volksgut der Nachtwächter und Türmer, zum Beispiel durch nächtliche Touristenführungen oder Auftritte bei Volks- und Mittelalterfesten.
Helmut Egartner aus Obertilliach ist mit Stand Dezember 2013 der letzte Nachtwächter Österreichs.

### Literarische Verarbeitung
In literarischen Texten ist die Figur des Nachtwächters häufig mit der Rolle eines satirischen Kommentators des Weltgeschehens verknüpft. Seine Außenseiterposition prädestiniert ihn geradezu dazu – ähnlich der Narrenfigur – als Mahner der Wahrheit aufzutreten, der Gesellschaft einen Spiegel vorzuhalten und auf diese Weise die Obrigkeit und die herrschenden Systeme zu kritisieren. Mit der Figur wird somit eine Umdeutung der eigentlichen Tätigkeit dieses Berufsstandes vollzogen: Der, der eigentlich für Ruhe und Ordnung sorgen soll, wird zum Aufrührer und Unruhestifter. Berühmte Beispiele hierfür sind der Nachtwächter, Poet und Erzähler Kreuzgang in Nachtwachen. Von Bonaventura (1804, vermutl. von Ernst August Friedrich Klingemann) oder der Kommandeur der Stadtwache Samuel Mumm in Terry Pratchetts Scheibenwelt-Romanen („Gesetze sind dazu da, dass man vorher einmal nachdenkt, bevor man sie bricht.“).

## Begriffsumfeld

### Politik
Das Schlagwort Nachtwächterstaat ist eine polemische Bezeichnung für eine Staatsform, die sich nur auf die Bewachung der Sicherheit beschränkt.

### Schach
In der Schachkomposition ist ein Nachtwächter eine für die Lösung bzw. den thematischen Inhalt nicht benötigte Schachfigur, die nur zur Vermeidung von Nebenlösungen eingesetzt wird. Nachtwächter mindern den Wert einer Schachkomposition erheblich.

### Volksmund

Carl Spitzweg: Der schlafende Nachtwächter (um 1875)

Der Volksmund bezeichnet oftmals einen vergesslichen, langsamen oder trotteligen Menschen als „Nachtwächter“.
Nachtwächter wird in der Gastronomie auch ein Bier genannt, das sich noch vom Vortag in der Leitung einer Zapfanlage befindet.

## Belletristik
- Ernst August Friedrich Klingemann: Nachtwachen. Von Bonaventura. 1804 (Roman)
- Franz von Dingelstedt: Lieder eines kosmopolitischen Nachtwächters. 1841 (Gedichte)
- Karl May: Die beiden Nachtwächter. 1877 (Humoreske)
- Wilhelm Raabe: Das Horn von Wanza. 1881 (Erzählung)
- Terry Pratchett: Die Nachtwächter., 2002/2005 (ein Scheibenwelt-Roman)